# Музей Зигмунда Фройда (Відень)
Музей Зигмунда Фройда (нім. Sigmund Freud Museum) у Відні розташований у будинку № 19 по Берггассе. У музеї представлена експозиція, що розповідає про життя і психотерапевтичну практику Зигмунда Фройда.
Спочатку музей був квартирою Фройда, де він жив разом зі своєю сім'єю починаючи з 1891 року. Крім цього в квартирі також знаходився робочий кабінет Зигмунда Фройда, а також приймальня, де він консультував своїх пацієнтів. Проживши в цій квартирі 47 років, Фройд і його сім'я через своє єврейське походження змушені були в 1938 році втекти з Відня, де владу захопили нацисти, у Лондон. 
Музей Зигмунда Фройда складається з декількох приміщень, частина з яких раніше була житловим простором сім'ї Фройд, а частина служила робочими приміщеннями. До числа останніх відносяться кімната очікування, де пацієнти Фройда чекали своєї черги на прийом психотерапії, приймальня і робочий кабінет Зигмунда Фройда. Крім цього в музеї знаходиться найбільша в Європі бібліотека, присвячена проблемам психоаналізу і налічує 35 000 томів. 
У музеї знаходяться також речі, що належали раніше родині Фройд, серед яких деякі предмети античної колекції Зигмунда Фройда, його особисті речі та робочі приналежності.
Дістатися до Музею Фройда у Відні можна на метро. Музей Фройда знаходиться недалеко від станцій «Schottentor» (гілка U-2) і «Schottenring» (гілка U-4). 
Знаменита кушетка, на якій в момент сеансів психоаналізу лежали пацієнти, знаходиться в Лондоні, як і більша частина що належать Фройду речей. Їх, в свою чергу, можна оглянути в музеї Зигмунда Фройда в Лондоні.
Також крім музеїв у Відні і Лондоні з 2006 року існує і музей Фройда в чеському містечку Пршибор, де знаходиться будинок, де народився Фройд.